# Biniky le dragon rose
 (janvier 2012).
Si vous disposez d'ouvrages ou d'articles de référence ou si vous connaissez des sites web de qualité traitant du thème abordé ici, merci de compléter l'article en donnant les références utiles à sa vérifiabilité et en les liant à la section « Notes et références ».
Biniky le dragon rose (ピュア島の仲間たち, Pyuatō no Nakama-tachi) est une série d'animation réalisée par Nobuo Onuki d'après le roman de Stephen Cosgrove (publié dans la collection Les contes du dragon rose en 1979), et diffusée du 1er juillet au 23 décembre 1983 sur NTV.
En France, elle a été diffusée à partir du 11 septembre 1985 sur TF1 dans l'émission Vitamine, et au Québec à partir du 1er avril 1986 à Super Écran et rediffusée à partir du 5 septembre 1988 au Canal Famille.

## Synopsis
Boubi fait naufrage sur une île et y trouve un œuf. Il décide de prendre soin de l'œuf et un jour éclot un joli dragon rose. Boubi le nomme Biniki et deviennent inséparables. Ils décident de découvrir l'île ensemble et de la protéger des pollueurs et autres gens mal intentionnés qui veulent détruire l'île pour y bâtir des parcs d'attractions, hôtels, etc.

## Fiche technique
- Origine : Japon, Allemagne
- Année de production : 1983
- Maison de production : Zuiyô Eizô
- Nombre d'épisodes : 26
- Auteurs du roman : Stephen Cosgrove, Robin James
- Réalisation : Nobuo Onuki
- Scénarisation : Tsunehisa Itô, Kenji Terada, Megumi Sugihara
- Direction technique : Mitsuo Kusakabe, Hiroyuki Yokoyama, Shigeru Omachi, Tetsurô Amino
- Chara-Design : Yoichi Kotabe
- Direction de l'animation : Kazuo Tomizawa, Yoshiyuki Momose
- Direction artistique : Yoshikuni Nishi, Toyo Ebishima
- Musiques : Vladimir Cosma (VF), Takeo Watanabe (VO)
- Générique français interprété par : Les Mini Star

## Liste des épisodes
1. La princesse Corail
2. Les esprits de la mer
3. Soleil et amis
4. Les sculpteurs
5. Pila Pila s'envole
6. La fusée fantastique
7. Larme de sirène
8. Le secret de Vanina
9. Un voilier à l'horizon
10. Sérénade à la mer du sud
11. Une situation trouble
12. Du corail dans le ciel
13. A qui appartient cet enfant?
14. Le soleil à l'horizon
15. Incident sans précédent
16. De l'amour pour le capitaine Smug
17. La détermination du premier dauphin

## Voix japonaises
- Rikka Ayasaki : Narrateur
- Michiko Nomura : Boubi
- Mari Okamoto : Biniky
- Yūji Mitsuya : Pilapila, le perroquet
- Kōsei Tomita : Smug, le pirate
- Kei Tomiyama : Oncle Dolf

## Voix françaises
- Guy Chapellier : Narrateur
- Danièle Hazan : Boubi
- Jeanine Forney : Biniky
- Luq Hamet : Pilapila, le perroquet
- Yves Barsacq : Smug, le pirate
- Albert Augier : Oncle Dolf

## VHS
Passé inaperçue, le seul moyen de se procurer cette série en France est de retrouver une VHS édité sous les titres : Biniky le dragron, Pinky le dragon rose et Babyzaure contenant les trois premiers épisodes de la série éditée à la fin des années 1980.